# La Gadoue
La Gadoue est une chanson de Serge Gainsbourg et chantée par Petula Clark parue en 1966.

## Historique
La chanson est écrite par Serge Gainsbourg spécifiquement pour Petula Clark.
La chanson est diffusée à la télévision dans l'émission Carrefour en 1966.
Le Figaro la présente comme « l'un des plus grands succès de Petula Clark ».

## Classement
| Pays                | Meilleure position | Entrée         | Sortie         |
| ------------------- | ------------------ | -------------- | -------------- |
| Belgique (Wallonie) | 32                 | 2 juillet 1966 | 2 juillet 1966 |

## Reprise de Jane Birkin
La chanteuse Jane Birkin reprend la chanson dans son album Versions Jane en 1996, avec les Négresses vertes. La Gadoue sort en single avec Physique et sans issue en deuxième titre.

### Classement
| Pays   | Meilleure position | Entrée        | Sortie          |
| ------ | ------------------ | ------------- | --------------- |
| France | 16                 | 27 avril 1996 | 13 juillet 1996 |